# CSM Slatina (handbal feminin)
Clubul Sportiv Municipal Slatina este o echipă de handbal feminin din Slatina, România, secție a clubului sportiv CSM Slatina. Echipa a evoluat anterior în Divizia A, dar a promovat în Liga Națională în mai 2017, după ce a câștigat Seria B a Diviziei A. În 2023 echipa a terminat campionatul pe locul XIII și a retrogradat în Divizia A. În 2024 echipa a revenit în Liga Națională.
Clubul CSM Slatina, având în componență și o secție de handbal feminin, a fost înființat prin Hotărârea Consiliului Local Slatina nr.161/2009. Sediul clubului se află pe Bulevardul Sf. Constantin Brâncoveanu nr. 3 din Slatina, iar echipa își desfășoară meciurile de pe teren propriu în sala de sport a Liceului cu Program Sportiv Slatina. Meciurile CSM Slatina se vor muta în noua Sală Polivalentă din cartierul „Crișan”, cu 3.000 de locuri, după finalizarea acesteia.

## Sezoane recente
| Sezon   | Competiție națională | Loc | Cupa României | Supercupa României | Competiție europeană | Competiție europeană |
| ------- | -------------------- | --- | ------------- | ------------------ | -------------------- | -------------------- |
| 2013-14 | DA                   | 3   |               |                    |                      |                      |
| 2014-15 | DA                   | 4   |               |                    |                      |                      |
| 2015-16 | DA                   | 3   |               |                    |                      |                      |
| 2016-17 | DA                   | 1   |               |                    |                      |                      |
| 2017-18 | LN                   | 11  |               |                    |                      |                      |
| 2018-19 | LN                   | 11  |               |                    |                      |                      |
| 2019-20 | LN                   | 10✳ |               |                    |                      |                      |
| 2020-21 | LN                   | 10  |               |                    |                      |                      |
| 2021-22 | LN                   | 11  |               |                    |                      |                      |
| 2022-23 | LN                   | 13  |               |                    |                      |                      |
| 2023-24 | DA                   | 1   |               |                    |                      |                      |

✳ Sezonul 2019-2020 al Ligii Naționale s-a încheiat, din cauza pandemiei de coronaviroză cauzată de noul coronavirus 2019-nCoV (SARS-CoV-2), fără a se mai disputa ultimele șapte etape, XX–XXVI, cu rămânerea în vigoare a clasamentului valabil la data de 11 martie 2020, când s-a desfășurat ultimul meci, fără introducerea unor criterii finale de departajare, fără a retrograda nici o echipă și fără a se acorda titlul și medalii.

## Lotul de jucătoare 2024/25
Conform paginii oficiale a clubului:
| Portari - 01 Bianca Cioponea - 16 Elena Nagy - 58 Merve Erbektaş - 72 Jovana Micevska Extreme stânga - 07 Jovana Sazdovska - 96 Hermina Olaru Extreme dreapta - 03 Adina Cace - 94 Cristina Boian - 97 Alina Mușat Pivoți - 09 Elena Fulgoi - 18 Manuela Ninciu - 23 Andreea Țîrle - 77 Ivana Gakidova | Coordonatori - 02 Narcisa Verde - 06 Gabriela Istrate - 13 Ana Radović - 76 Döne Gül Bozdoğan Interi stanga - 08 Andreea Bogdanovici - 10 Sonia Vasiliu - 43 Nada Ćorović - 98 Mara Matea Interi dreapta - 11 Valentina Lecu - 27 Sanja Premović |

## Banca tehnică
Conform paginii oficiale a clubului:
| Nume              | Ocupație            |
| ----------------- | ------------------- |
| Attila Horváth    | Antrenor principal  |
| Iulian Perpelea   | Antrenor secund     |
| Georgiana Raicu   | Kinetoterapeut      |
| Laurențiu Tulache | Fiziokinetoterapeut |
| Martin Redzepagić | Preparator fizic    |

## Conducerea administrativă
| Nume                  | Ocupație         |
| --------------------- | ---------------- |
| Octavian Smărăndescu  | Director general |
| Gigi Ernes-Vîlceleanu | Team-manager     |

## Marcatoare în competițiile naționale

### Cele mai bune marcatoare în Divizia A
| Sezon          | Nume | Goluri |
| -------------- | ---- | ------ |
|                |      |        |
| 2016-17        |      |        |
| Ștefania Lazăr | 106  |        |
|                |      |        |
| 2023-24        |      |        |
| Elena Fulgoi   | 85   |        |

| \| Sezon \| Poz. \| Nume \| Goluri \| Meciuri \| \| ------- \| -------------------- \| ---- \| ------ \| ------- \| \| \| \| \| \| \| \| 2016-17 \| \| \| \| \| \| 1 \| Ștefania Lazăr \| 106 \| 13 \| \| \| 2 \| Lorena Ostase \| 99 \| 12 \| \| \| 3 \| Geanina Drăghici \| 92 \| 20 \| \| \| 4 \| Carmen Veșcă \| 80 \| 17 \| \| \| 5 \| Diana Constantinescu \| 68 \| 20 \| \| \| 6 \| Mihaela Popescu \| 66 \| 18 \| \| \| 7 \| Iulia Andrei \| 55 \| 20 \| \| \| 8 \| Monica Amoagdei \| 52 \| 15 \| \| \| 9 \| Elena Fulgoi \| 47 \| 19 \| \| |                      |      |        |         |
| Sezon | Poz.                 | Nume | Goluri | Meciuri |
| |                      |      |        |         |
| 2016-17 |                      |      |        |         |
| 1 | Ștefania Lazăr       | 106  | 13     |         |
| 2 | Lorena Ostase        | 99   | 12     |         |
| 3 | Geanina Drăghici     | 92   | 20     |         |
| 4 | Carmen Veșcă         | 80   | 17     |         |
| 5 | Diana Constantinescu | 68   | 20     |         |
| 6 | Mihaela Popescu      | 66   | 18     |         |
| 7 | Iulia Andrei         | 55   | 20     |         |
| 8 | Monica Amoagdei      | 52   | 15     |         |
| 9 | Elena Fulgoi         | 47   | 19     |         |

### Cele mai bune marcatoare în Liga Națională
| Sezon            | Nume | Goluri |
| ---------------- | ---- | ------ |
|                  |      |        |
| 2017-18          |      |        |
| Alexandra Andrei | 131  |        |
|                  |      |        |
| 2018-19          |      |        |
| Lorena Ostase    | 97   |        |
|                  |      |        |
| 2019-20          |      |        |
| Lorena Ostase    | 67   |        |
|                  |      |        |
| 2020-21          |      |        |
| Luciana Popescu  | 177  |        |
|                  |      |        |
| 2021-22          |      |        |
| Lorena Ostase    | 139  |        |
|                  |      |        |
| 2022-23          |      |        |
| Diana Lixăndroiu | 104  |        |

### Cele mai bune marcatoare în Cupa României
| Ediție           | Nume | Goluri |
| ---------------- | ---- | ------ |
|                  |      |        |
| 2017-18          |      |        |
| Adina Cârligeanu | 6    |        |
|                  |      |        |
| 2018-19          |      |        |
| Elena Fulgoi     | 6    |        |
|                  |      |        |
| 2019-20          |      |        |
| Sonia Vasiliu    | 11   |        |
|                  |      |        |
| 2020-21          |      |        |
| Oana Chitacu     | 5    |        |
|                  |      |        |
| 2021-22          |      |        |
| Elena Fulgoi     | 16   |        |
|                  |      |        |
| 2022-23          |      |        |
| Teodora Popescu  | 14   |        |
|                  |      |        |
| 2023-24          |      |        |
| Diana Lixăndroiu | 21   |        |

## Cupa Slatinei
Cupa Slatinei este competiția amicală de handbal feminin organizată de clubul CSM Slatina cu începere din anul 2018. La fiecare editie participă patru echipe, care joacă în sistem fiecare cu fiecare, iar câștigătoarea este desemnată echipa cu cele mai multe puncte în clasament.
| Ediția | Perioada             | Clasament                                                                  |
| ------ | -------------------- | -------------------------------------------------------------------------- |
| I      | 14-15 decembrie 2018 | HC Zalău 2. CSM Slatina 3. SCM Craiova 4. CS Dacia Mioveni 2012            |
| II     | 13-14 decembrie 2019 | HC Zalău 2. SCM Gloria Buzău 3. SCM Craiova 4. CSM Slatina                 |
| III    | 19-20 decembrie 2021 | CSM Slatina 2. HC Zalău 3. CSU Știința București 4. CS Dacia Mioveni 2012  |
| IV     | 8-10 decembrie 2023  | HC Zalău 2. CSU Știința București 3. Békéscsabai Előre NKSE 4. CSM Slatina |

## Jucătoare notabile
- Luciana Popescu
- Alexandra Andrei
- Clara Vădineanu
- Mirela Pașca
- Lorena Ostase
- Lăcrămioara Stan
- Lorena Ostase
- Elena Livrinikj
- Natalia Striukova
- Teodora Popescu
- Florentina Dragomir
- Diana Lixăndroiu
- Adriana Țăcălie